# توگولوسور
توگولوسور (نام علمی: Tugulusaurus) نام یک سرده از شاخه طنابداران است.